# Winzerscher Garten

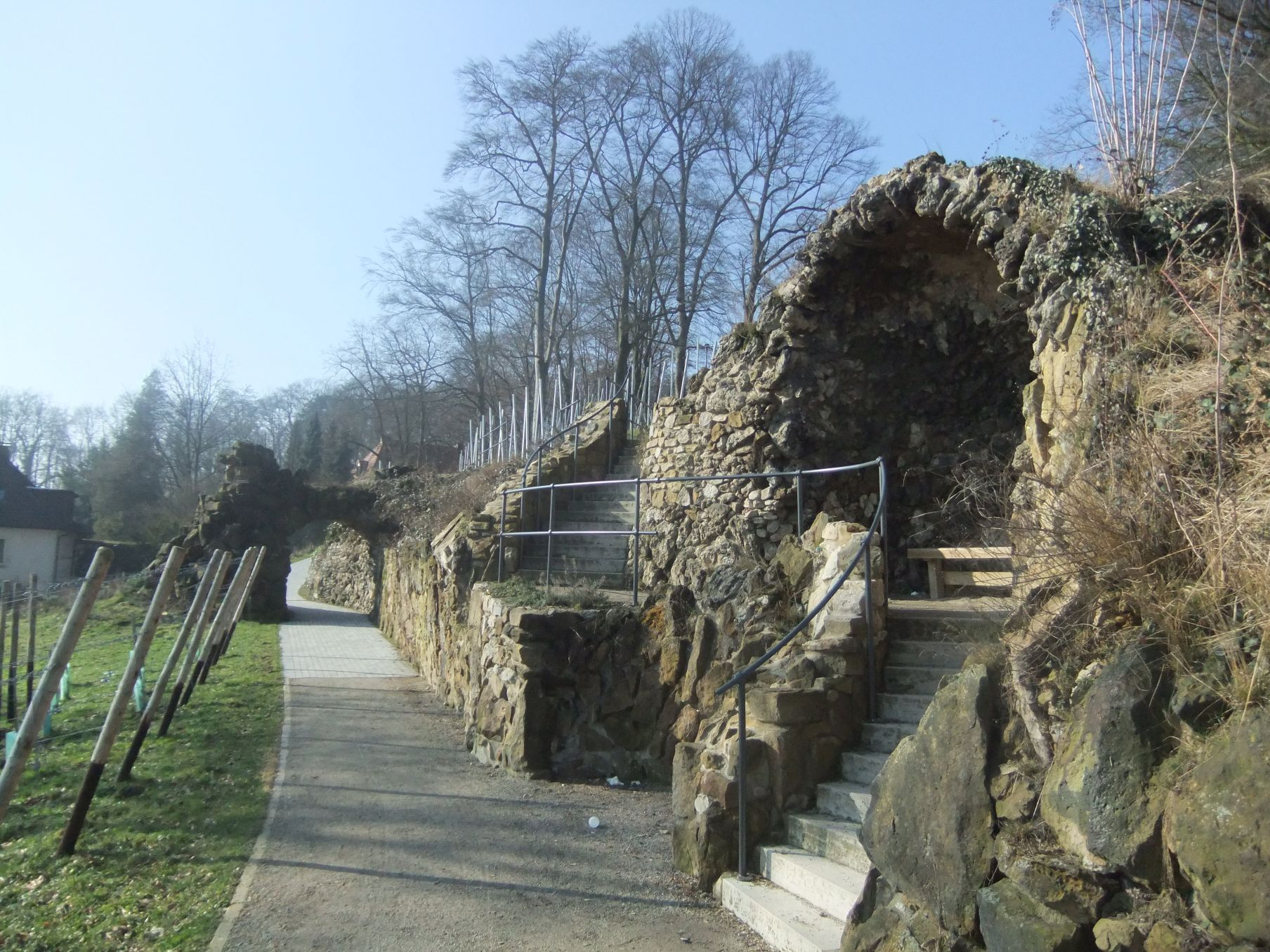
Winzerscher Garten in Bielefeld

Der Winzersche Garten (Alternativschreibung Winzer’scher Garten) ist ein Park in Bielefeld, der nach der ehemaligen Villa Winzer benannt ist. Er liegt unterhalb des Johannisbergs und bildet somit den westlichen Endpunkt des für den ostwestfälischen Teil des Teutoburger Waldes bedeutsamen Bielefelder Passes.

## Geschichte bis 2004
1869 ließ der Textilunternehmer Karl Wilhelm Winzer (1823–1898) seine Villa auf einem Grundstück unterhalb des Johannisbergs mit Blick auf die Bielefelder Innenstadt errichten. In den folgenden Jahren baute Winzer den Garten seines Wohnhauses sukzessive aus und ließ neben den Grünanlagen auch einen steinernen Torbogen und eine Tuffsteingrotte anlegen. Nach Winzers Tod 1898 und dem Wegzug seiner Witwe Helene, geb. Stallforth (1835–1906), erwarben die Familien Dürkopp und Oetker 1921 das Gelände. Beim Luftangriff am 30. September 1944 während des Zweiten Weltkriegs wurde die Villa Winzer zerstört.
Im Jahr 1953 kaufte die Stadt Bielefeld das Gelände. Im Kaufvertrag bekräftigte die Stadtverwaltung die Absicht, das Gelände der Villa in die Grünanlagen des Johannisbergs mit einzubeziehen. Entsprechend wurden die besagten Flächen seit 1955 als Grünflächen und Landschaftsschutzgebiet ausgewiesen. 2008 wurde das Gebiet, das durch Wildwuchs gekennzeichnet war, planerisch erfasst und eine Neugestaltung begonnen.

## Planungen

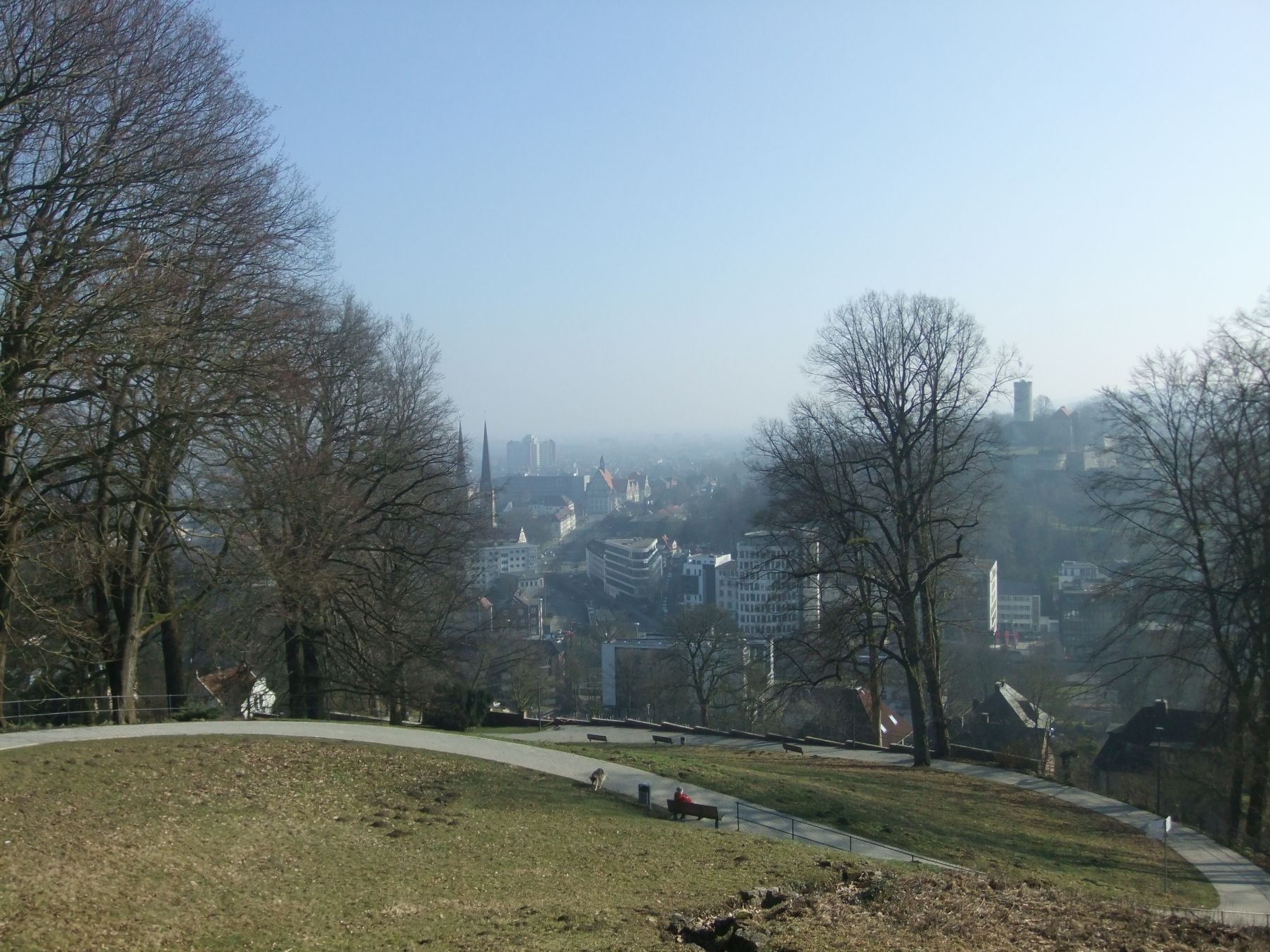
Blick auf Innenstadt und Sparrenburg

Bereits 2002–2004 wurde eine Wiederbelebung und Neugestaltung sowie eine „Brückenfunktion“ des Winzerschen Gartens zwischen Sparrenburg und Johannisberg diskutiert. Hieran beteiligte sich neben interessierten Bürgern auch die Deutsche Gesellschaft für Gartenkunst und Landschaftskultur. Im Zuge dieses Prozesses konnte die Idee einer Neugestaltung schließlich die Unterstützung der Stadtverwaltung gewinnen. 2008 wurde dann ein von der Stadt in Auftrag gegebene Planungswerk veröffentlicht. Dieses umfasste den Bestand des Geländes, die Zielplanungen und Maßnahmenvorschläge zur erneuten Nutzung des Areals.
Die ehemaligen Wege unterhalb des Johannisbergs waren nur noch durch fehlenden Bewuchs und Mauerreste erkennbar. Relativ gut erhalten, wenn auch überwuchert, waren die Tuffsteingrotte und anderes steinernes Gartenmobiliar. Aus dem aufgenommenen Zustand des Geländes wurden die folgenden Zielvorgaben von Seiten des Planungsbüros genannt und in die Vorlagen der Stadtverwaltung aufgenommen: Verbesserung der fußläufigen Erreichbarkeit des Johannisbergs aus der Innenstadt heraus, Bildung von Sichtachsen vom Winzerschen Garten zu Sparrenburg und Innenstadt, Bau von Treppenanlagen, Lichtung des Bewuchses und Denkmalschutz der Artefakte. Die Finanzierung des Umbauprojekts konnte durch das Konjunkturpaket II sichergestellt werden.

## Umsetzung und heutiger Zustand

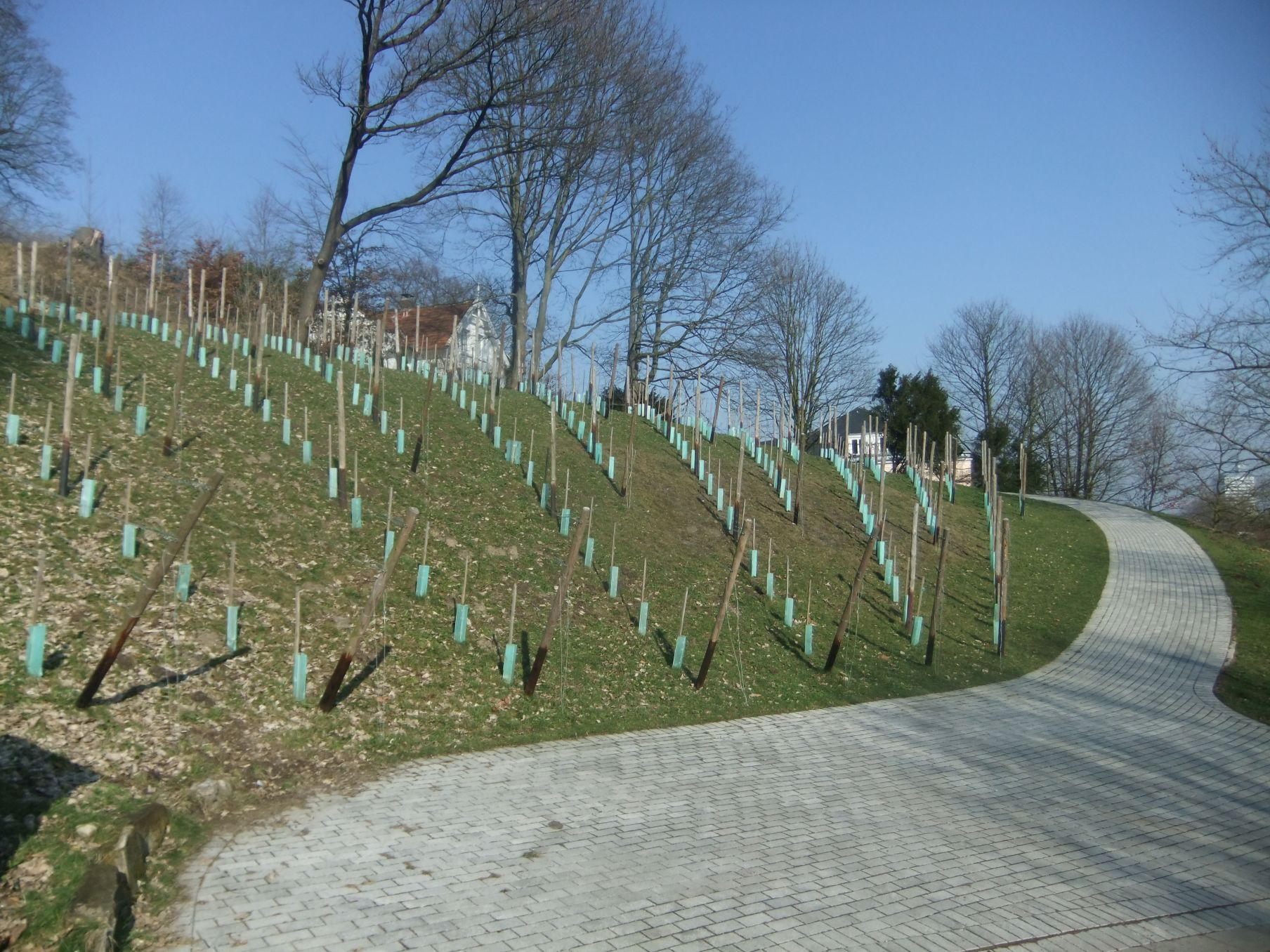
Weinreben im Winzerschen Garten

Ab 2009 wurden im Rahmen der Erneuerung des gesamten Johannisberg-Areals auch die Flächen des Winzerschen Gartens als letzter Bauabschnitt erneuert. Dazu wurde Bewuchs entfernt und die genannten Sichtachsen wurden hergestellt. Durch die gemeinsame Arbeit der Bielefelder Drogenberatung e. V. und des Umweltbetriebs der Stadt konnten Wege, Treppen und Mauern freigelegt werden. Ebenso wurden die Tuffsteingrotte und das Mobiliar erneuert. Ab 2013 erfolgten weitere Gartenbaumaßnahmen, unter anderem die Pflanzung von 90 Rebstöcken, sodass der Park im Juni 2014 eröffnet werden konnte. Die Rebstöcke sind als Schauanlage und nicht als Weinbaulage vorgesehen.  
Seitdem ist die Grünanlage sowohl vom Johannisberg als auch aus der Innenstadt zugänglich. Durch die gebildeten Sichtachsen entstanden Panoramaansichten der Sparrenburg in Verbindung mit der Innenstadt. Ebenso ist auf direktem Wege eine Wanderung zwischen Johannisberg und der Burg bzw. dem Hermannsweg möglich. Am östlichen Eingangsbereich können sich Besucher an einer Schautafel über die Geschichte des Ortes informieren.

## Sonstiges
Ein Großteil der Öffentlichkeitsarbeit und auch Teile der Gartenpflege wird von der Gesellschaft Winzer’scher Garten am Johannisberg e. V. übernommen, die den Garten auch als „Sozialen Garten“ verstanden wissen möchte. Das Gelände wird der Öffentlichkeit seitens der Stadt Bielefeld im Rahmen des Projekts StadtParkLandschaft vorgestellt.